# Sport Italia
Sport Italia er en futsalklub fra København, der har hjemmebane i Sundbyhallen på Amager. Klubben var i mange år toneangivende i rækkerne under Dansk Arbejder Idrætsforbund. 
I sæsonen 2009-10 spillede klubben sig i DBU's Øst-Liga og kvalificerede sig dermed til DM-finalestævnet, hvor holdet opnåede bronzemedaljer. 
I de næste sæsoner forbedrede klubben sig ved at vinde sølv i 2011 og guld i 2012. 
I marts 2012 skiftede Sport Italia Futsal navn til København Futsal.